# H. C. Toft
Hans Carl Toft, né le 7 janvier 1914 à Thisted au Danemark et mort le 29 septembre 2001, est un homme politique danois membre du Parti populaire conservateur (KF), ancien ministre et ancien député au Parlement (le Folketing).